# Johann IV. (Bayern)
Johann IV. der Wahrhaftige (* 4. Oktober 1437 in München; † 18. November 1463 in Harthausen) war der älteste Sohn Herzog Albrechts des Frommen von Bayern-München und dessen Frau Anna von Braunschweig-Grubenhagen. 1460 bis 1463 war er Herzog von Bayern-München.

## Leben
Johann übernahm gemäß dem Testament seines Vaters Ende Februar 1460 gemeinsam mit seinem Bruder Siegmund die Regierung von Bayern-München. Sein Vater hatte festgelegt, dass dem verstorbenen Herzog jeweils die beiden ältesten überlebenden Söhne nachfolgen sollten. Der zweite Sohn seines Vaters, Ernst, war aber spätestens an dessen Todestag in Straubing verstorben und dort im Karmeliterkloster beerdigt worden, so dass Siegmund nachfolgte. Übernommen wurde von Albrecht III. unter anderem der gelehrte Rat, Arzt und bekannte Schriftsteller und Übersetzer Johannes Hartlieb. Wie sein Vater war Siegmund aber eher den Künsten und der Religion zugetan als der harten Politik, so dass hauptsächlich Johann die Regierungsgeschäfte besorgte.
Johanns Bestreben war zunächst die Versorgung seiner zahlreichen Geschwister. Johann reiste zusammen mit seinen jüngeren, für den geistlichen Stand vorgesehenen Brüdern Albrecht und Wolfgang nach Rom, wo sie Papst Pius II. sowie Nicolaus Cusanus und andere Kardinäle trafen. Später besuchten die jüngeren Brüder und dabei auch Christoph die hohen Schulen zu Pavia, Rom und Siena. Seine beiden älteren Schwestern
Margarete und Elisabeth schlossen noch unter Johanns Herrschaft die Ehe, die dritte, Barbara von Bayern, wurde einem Kloster anvertraut.
Johann galt als leidenschaftlicher Jäger und regierte in einer Zeit ständiger Adelsunruhen und Streites mit den Städten. Für München stellten die beiden Herzöge bereits 1460 den ersten bekannten Burgfriedensbrief aus. Der Münchner Burgfrieden, also der außerhalb der Stadt gelegene aber unter der Rechtsprechung der Stadt stehende Bereich, wurde neu vermessen und durch Grenzsäulen markiert. In den Bayerischen Krieg des Landshuter Herzogs Ludwig IX. ließen sich die beiden Münchner Herzöge nicht hineinziehen, trotz eines mit Ludwig am 5. Dezember 1461 geschlossenen Bündnisses. Stattdessen drängten sie seit Juni 1462 zum Frieden. Johanns Herrschaftsstil wurde als durchaus energisch beschrieben, was ihm neben „der Schwarze“ auch den Beinamen „Verax“ (der Wahrhaftige) einbrachte.
Ende des Jahres 1463 kam es zu einer besonders schweren Epidemie der Pest, damals pilgerten Tausende Münchner hilfesuchend nach Andechs. Herzog Johann hatte sich eigens in die abgelegene Schwaige Harthausen zurückgezogen, wurde aber dennoch infiziert und starb dort. Wie alle seine Brüder war Johann damals noch unverheiratet geblieben. Daraufhin kehrte der drittälteste überlebende Sohn Albrecht aus Pavia heim, wo er eine geistliche Laufbahn hätte einschlagen sollen, und setzte bald seine Mitregierung gegen Siegmund durch. Johann IV. ist neben seinem Vater in der Klosterkirche Andechs begraben.